# Tetra Pak
Tetra Pak és una empresa sueca especialitzada en la fabricació d'embalatges i de maquinària per envasar begudes, sobretot llet, fundada pel Dr Ruben Rausing. Aquests envasos es venen a tot el món.

## Origen del nom
La primera forma d'embalatge fou el Tetra Brik que tenia la forma d'un tetraedre.

## Història
- 1943, Creació de l'embalatge en forma de tetraedre, el Tetra Brik®.
- 1944, Desenvolupament d'una màquina per envasar líquids.
- 1951, Fundació de l'empresa AB Tetra Pak a Lund en Suècia

pel doctor Ruben Rausing i Erik Wallenberg
- 1952, Es lliura la primera màquina.
- 1959, Es comença a desenvolupar l'envàs quadrat o bric.
- 1963, Es comercialitza el bric.
- 1981, La direcció del grup Tetra Pak est trasllada de Lund a Lausanne a Suïssa.
- 1983, Mor el 10 d'agost el doctor Ruben Rausing, fundador de Tetra Pak.
- 1996, l'envàs octogonal.
- 2005, La producció d'envasos 'Tetra Pak' és de més de 120 mil milions d'unitats.

## Concepte
La invenció del bric respon a l'optimització de l'ús de l'espai que permet envasar en forma cúbica en comptes de cilíndrica. Per exemple 20.000 brics d'1 litre ocupen menys espai que l'equivalent en ampolles, i no ocupen gaire més lloc que una cisterna de 20.000 litres. Aquest estalvi d'espai permet reduir les despeses d'emmagatzemament tant al productor com al distribuidor, també permet reduir els costos de transport.
El bric que s'utilitza per envasar aliments estan compostos Aquests materials estan disposats en 5 làmines superposades: 3 de polietilè, 1 d'alumini i 1 de paper Kraft d'alta qualitat.
Tot i que, un cop usat, l'envàs no ocupa gaire lloc en les deixalles, els seus materials no poden separar-se fàcilment per poder-los reciclar, tot i que s'està aconseguint bons resultats amb les noves tècniques de separació. Tret del cartó els altres materials a més no són biodegradables.